# Jurica Grgec
Jurica Grgec (* 1. September 1992 in Varaždin) ist ein kroatischer Fußballspieler.

## Karriere
Grgec begann seine Karriere beim NK Varaždin. Im Mai 2011 debütierte er gegen Inter Zaprešić für die Profis von Varaždin in der 1. HNL. Dies blieb in der Saison 2010/11 sein einziger Einsatz. In der Saison 2011/12 gehörte er dann fest zum Profikader und absolvierte 13 Erstligapartien. Mit dem Team stieg er allerdings aus der 1. HNL ab, woraufhin es den Spielbetrieb einstellte.
Zur Saison 2012/13 wechselte Grgec anschließend zum Zweitligisten NK Zelina. In der Saison 2012/13 absolvierte er 24 Partien in der 2. HNL. In der Saison 2013/14 kam er zu 27 Einsätzen, in denen er zehn Tore erzielte. Mit Zelina stieg er aber aus der 2. HNL ab. Daraufhin wechselte er zur Saison 2014/15 nach Zypern zum Zweitligisten Paphos FC. Mit Paphos stieg er zu Saisonende in die First Division auf. Im Oberhaus absolvierte der Mittelfeldspieler für Paphos dann 27 Partien in der Saison 2015/16.
Zur Saison 2016/17 schloss Grgec sich dem israelischen Zweitligisten Maccabi Sha’arayim an. Für Maccabi kam er zu 34 Einsätzen in der Liga Leumit, aus der er mit dem Team zu Saisonende aber abstieg. Der Kroate blieb der Liga aber erhalten und wechselte zur Saison 2017/18 zu Hapoel Nazareth Illit. Für Hapoel kam er zu 35 Zweitligaeinsätzen. Zur Saison 2018/19 zog er weiter innerhalb der Liga zu Hapoel Afula. Für Afula absolvierte er 23 Partien.
Zur Saison 2019/20 wechselte Grgec nach Armenien zum Erstligisten FC Urartu Jerewan. Für Urartu kam er zu 19 Einsätzen in der Bardsragujn chumb. Zur Saison 2020/21 kehrte er zum NK Varaždin, der inzwischen neu gegründet wurde und wieder in der 1. HNL spielte. Für den Klub kam er zu in jener Spielzeit zu 20 Einsätzen in der 1. HNL, aus der Varaždin aber abstieg. In der Saison 2021/22 kam er dann zu zwölf Zweitligaeinsätzen und schaffte mit dem Team den direkten Wiederaufstieg. Nach diesem verließ er Varaždin aber wieder.
Nach einem Halbjahr ohne Verein wechselte Grgec im Januar 2023 zum österreichischen Regionalligisten SC Kalsdorf. Für Kalsdorf kam er zu 14 Einsätzen in der Regionalliga, aus der er mit den Steirern abstieg. Daraufhin verließ er Kalsdorf wieder.